# أهل شائع (مودية)

تعديل مصدري - تعديل

أهل شائع هي إحدى قرى عزلة مودية بمديرية مودية التابعة لمحافظة أبين، بلغ تعداد سكانها 120 نسمة حسب تعداد اليمن لعام 2004.